# Батьковська Ольга Василівна
Ольга Василівна Батьковська, до шлюбу Гусак (9 липня 1959, с. Нові Млини, Борзнянський район, Чернігівська область) — українська письменниця та поетеса, членкиня Національної спілки письменників України та Всеукраїнської творчої спілки Конгрес літераторів України.

## Життєпис
Ольга Василівна Гусак народилася 9 липня 1959 року в селі Нові Млини на Чернігівщині.
Навчалася в Новомлинівській середній школі. Перший вірш написала в 12 років.
В 1975 році вступила до Прилуцького педучилища, з 1978 по 1980 роки працювала вихователькою дитячого садка в с. Комарівка Борзнянського району.
З 1980 року навчалася в Ніжинському культосвітньому училищі (спеціальність — керівник хореографічного колективу), яке закінчила з відзнакою 1983 року.
Після закінчення училища працювала керівницею хореографічного колективу в Красилівському будинку культури. З 1984 року — старша методистка Бахмацького районного будинку культури, з 1990 року — директор Бахмацького районного методичного центру відділу культури. Водночас (з 1988 по 1993 рр.) навчалася в Київському державному інституті культури за спеціальністю культурно-освітня робота. З 2000 по 2003 рр. працювала керівницею студії в клубі залізничників станції Бахмач.

## Творчість
Авторка кількох збірок поезій та оповідань, а також художньо-краєзнавчого видання про місто Бахмач «Мій Бахмаче, із серцем залізничним» (2018). Член Чернігівської обласної організації Національної спілки письменників України.
В творчому доробку вірші «Осінній мотив», «Залізнична святкова», «Станція Бахмач», «Слався, Бахмаче», «Вся родина на гостинах», «Віддай своє серце любові», покладені на музику місцевих композиторів О. Іванька, М. Пилипенка та В. Паращенка.
Твори Ольги Батьковської друкувалися в районних, обласних та республіканських періодичних виданнях.
Учасниця Міжнародного фестивалю «Книжковий арсенал» та третього Міжнародного фестивалю інтеграції слова у сучасному арт-просторі «Литаври» (2019).
У Бахмацькій центральній бібліотеці та міській бібліотеці-філії ім. І. Франка, міській бібліотеці-філії для дітей, Чернігівській міській бібліотеці ім. М.Коцюбинського, навчальних закладах Чернігівщини проводяться творчі зустрічі з Ольгою Батьковською, презентації нових книг, літературні кав’ярні.

## Відзнаки
Лауреатка обласної премії ім. Михайла Коцюбинського (2020), літературної «Сорочої премії» ім. Петра Сороки (2020) — обидві за збірку «Домінанта», лауреатка літературної премії ім. Івана Драча (2023) за збірку поезій "Для замовляння крови".
Триразова лауреатка обласного літературного конкурсу «Книга року» (2016, 2017,2021).

## Твори
- «Осінній мотив» (2014)
- «Калейдоскоп буття» (2015)
- «Блукаюча рампа душі» (2016)
- «Тримай мене, любове» (2017)
- «Мій Бахмаче, із серцем залізничним» (2018).
- «Домінанта» (2019)
- «Для замовляння крови» (2021)
- «Кудлате літо» (2022)